# FIFA Football 2004
FIFA 2004 este un joc video de fotbal lansat în octombrie și publicat de Electronic Arts la nivel mondial. Este al unsprezecelea joc din seria FIFA și al optulea 3D. În FIFA 2004 apar pentru prima dată în serie ligile secunde și mai include caracteristica „Off the ball”, care permite celui care joacă jocul să controleze doi jucători în același timp pentru mai multe avantaje tactice. Jocul a primit recenzii pozitive din partea mai multor site-uri și publicații precum U.S. PlayStation Magazine (5 stele din 5) și Gamespot (8,4 pentru varianta de Xbox și 7,8 pentru cea de PC), menționând totodată că „ai fi nebun dacă nu l-ai încerca”, în cazul în care ești interesat de sport.

## Coloană sonoră
Sursă: IGN
- The Dandy Warhols: "We Used to Be Friends"
- Asian Dub Foundation: "Rise To The Challenge"
- Babamania : "Wanna Rock"
- Café Tacuba: "Eo" (El Sonidero)
- The Cooper Temple Clause: "Promises, Promises"
- DJ Sensei: "Musica Grande"
- Kasabian: "L.S.F"
- Kings Of Leon: "Red Morning Light"
- Caesars: "Jerk It Out"
- Goldfrapp: "Train"
- Paul van Dyk: "Nothing But You"
- The Jam: "Town Called Malice"
- Kane: "Rain Down on Me" (Remix de Tiesto)
- Radiohead: "Myxomatosis"
- Junior Senior: "Rhythm formațieits"
- The Stone Roses: "Fools Gold"
- Tosca: "Gute Laune"
- Lostprophets: "Burn Burn"
- The Raveonettes: "That Great Love Sound"
- Suburbia: "Always"
- The Clones: "Crazy Boys"
- The Individuals: "Take A Ride"
- Timo Maas: "Unite"
- Tribalistas: "Já Sei Namorar"
- Underworld: "Two Months Off"
- Vicentico: "Se Despierta La Ciudad"
- Wir sind Helden: "Guten Tag   "
- Zeca Pagodinho: "Deixa A Vida Me Levar"